# Филоксен из Эретрии
Филоксен из Эретрии (др.-греч. Φιλόξενος ὁ Ἐρετριεύς) — древнегреческий художник родом из Эретрии. Был учеником Никомаха Фиванского, которому он подражал и даже превзошел, открыв некоторые новые и скоростные методы покраски. Тем не менее, Плиний утверждает, что у Филоксена была картина, которая не уступала ни одной другой, и изображала битву Александра Великого с Дарием. Она была написана им для царя Кассандра.
Подобный сюжет представлен в знаменитой Александровой мозаике, найденной в Доме Фавна в Помпеях. Как ученик Никомаха, который процветал около 360 г. до н. э., и как художник, изобразивший битву при Иссе (333 г. до н. э.), Филоксен, должно быть, процветал в эпоху Александра, около 330 г. до н. э. и позже. Дата создания его великой картины должна быть после 317 или 315 г. до н. э., во времена правления Кассандра в Македонии.